# Friedrich Kurbadt
Friedrich Kurbadt (auch: Friedel Kurbadt; * 19. Juni 1927 in Hannover; † 15. Juli 2015) war ein deutscher Künstler, Holzschneider, Radierer, Maler und Zeichner sowie Kleinplastiker.

## Leben
Der zur Zeit der Weimarer Republik in Hannover geborene Friedrich Kurbadt besuchte eine Waldorfschule. Nach seinem Schulabschluss durchlief er eine Ausbildung an der „Meisterschule des Gestaltenden Handwerks in Hannover, Werkkunstschule Hannover“. Mehrere Studienreisen führten ihn nach Italien.
Kurbadt, der Ausstellungen im In- und Ausland beschickte, lebte und arbeitete in seiner Heimatstadt Hannover, wo er als Mitglied der Ortsgruppe des Bundes Bildender Künstler (BBK) zahlreiche Freunde hatte. Seinen Wohnsitz hatte er um 1998 in der Osnabrücker Straße 17 im Stadtteil Leinhausen, an Stelle der ehemaligen Eisenbahner-Siedlung Colonie Leinhausen nahe dem ehemaligen Eisenbahnausbesserungswerk.
Kurbadt schuf farbige Holz- und Linolschnitte, Radierungen, Acrylmalereien, Zeichnungen und Kleinplastiken. Thematisch befasste sich der Künstler mit dem Menschen und seiner Umgebung und der „Sichtbarmachung des Unsichtbaren“.
Seine im Oktober und November 2012 gezeigte Ausstellung mit dem Titel „kaktus an penelope“ mit Radierungen, Zeichnungen und Linolschnitten im Kunstraum j3fm in Hannover war wie folgt kommentiert:

„… oder ‚die ganze welt ist ein theater‘.

friedrich kurbadt ist vor allem zeichner.

seine in kleinstauflagen hergestellten kaltnadelradierungen collagieren unbekümmert und nicht ohne humor alltagmomente,

die er frisch und frech assoziiert und in comic-artigem stil umsetzt.“

2014 wurden Friedel und Gerda Kurbadt als Mitglieder des Rasensportvereins Hannover von 1926 von der Abteilung Schwimmsport für ihre 25-jährige Mitgliedschaft geehrt.
Nach seinem Tod im Jahr 2015 wurde Friedrich Kurbadt „an der Lutherkirche“ in der Nordstadt von Hannover im engsten Familienkreis beigesetzt.

## Ausstellungen
Kurbadt beteiligte sich unter anderem an folgenden Gemeinschaftsausstellungen:
- 1965–1967: Herbstausstellung Niedersächsischer Künstler und Weihnachtsausstellungen im Kunstverein Hannover[3]
- 1965–1992: Beteiligung an sämtlichen internationalen Ausstellungen der FISAIC Fédération Internationale des Sociétés Artistiques et Intellectuelles de Cheminots (= Internationaler Kultur und Freizeitverband der Eisenbahner)[3]
- 1980–1981: HASTRA-Ausstellungen in Nienburg (Weser), Bremen, Hannover und Braunschweig[3]
- 1993: Zug zur Kunst, Hannover[3]
- 1994: Volkshochschule Bremerhaven[3]
- 1995: BBK Landesausstellung in Oldenburg (Oldb)[3]
- 2012: „kaktus an penelope“, radierung, zeichnung, linolschnitt, Kunstraum j3fm, Hannover[7]
- 2017: Die Rückseite des Mondes sowie Favorit, 24. Bundeskunstausstellung und Bundeskunsthandwerksausstellung der Stiftung Bahn-Sozialwerk (BSW) im egapark in Erfurt (Halle 3)[9]

## Illustrationen
- Sigurd Werner u. a. (Text), Friedrich Kurbadt (Ill.): 100 Jahre Bundesbahnausbesserungswerk Hannover. Bundesbahn-Ausbesserungswerk Hannover, Hannover 1978, DNB 830882642.